# Alicia D'Amico

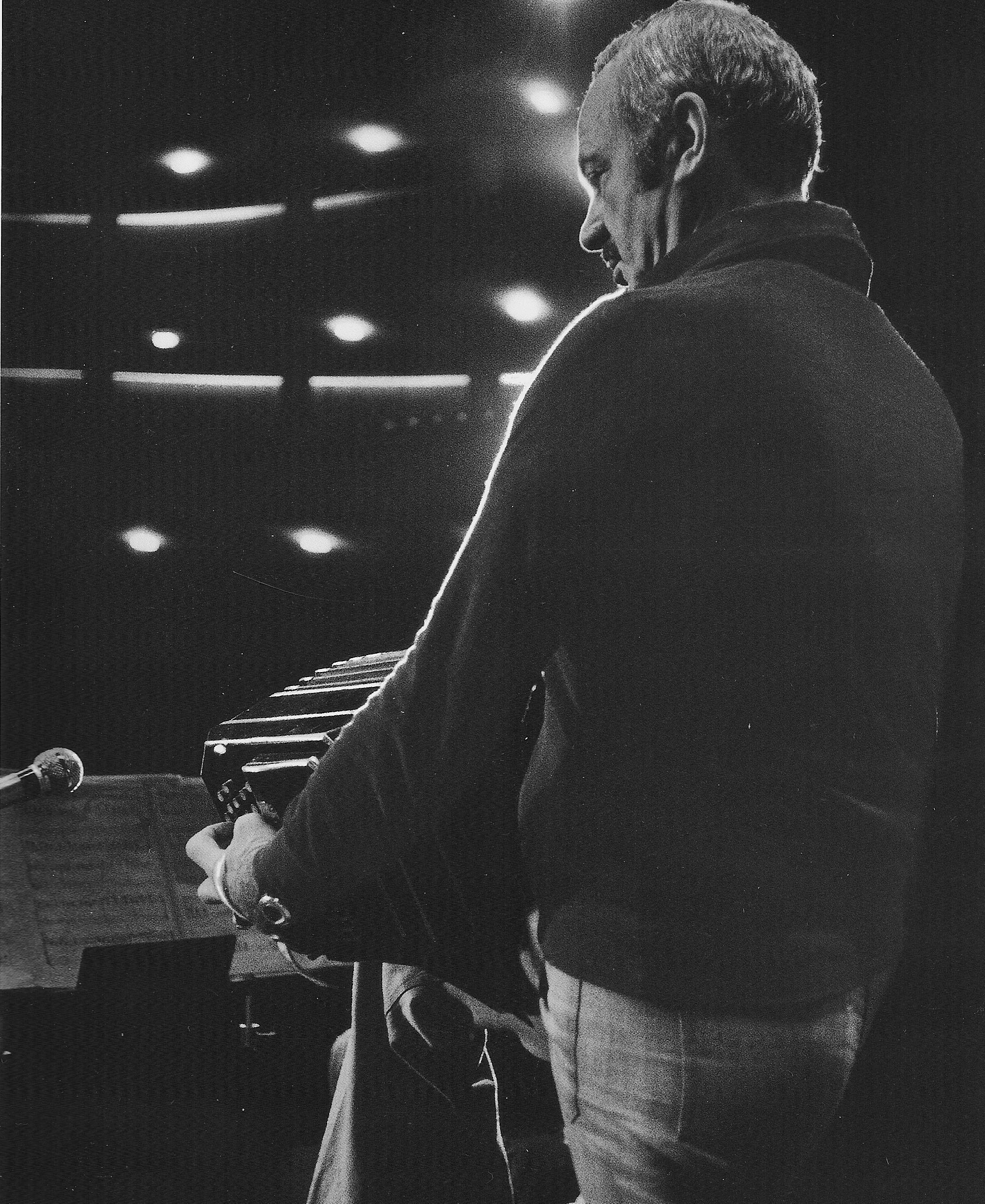
Alicia D'Amico: Astor Piazzolla, 1975

Alicia D'Amico (6. října 1933 Buenos Aires – 30. srpna 2001) byla argentinská fotografka.

## Životopis
Narodila se v Buenos Aires 6. října 1930. V roce 1953 začala pracovat jako učitelka výtvarné výchovy na škole výtvarných umění a roku 1955 získala státní stipendium na studium v Paříž .
Alicia D'Amico pokračovala v oboru fotografie v ateliéru svého otce Luise D'Amico, později spolupracovala s Annemariem Heinrichem.
V letech 1960 až 1983 provozovala své vlastní studio se Sarou Facio. Portrétovala své přátele, se kterými spolupracovala na knihách a výuce a dále především umělce a intelektuály z Jižní Ameriky jako například Jorge Luis Borges, Gabriel García Márquez, Adolfo Bioy Casares, Julio Cortázar, Óscar Pintor, Alejo Carpentier, Miguel Ángel Asturias, Pablo Neruda nebo Astor Piazzolla. Volila techniku černobílé fotografie a její díla se staly předmětem jejích samostatných i kolektivních výstav po celém světě.
D'Amico byla jednou ze zakladatelek Lugar de Mujer, prvního feministického hnutí doma v Argentině.
Zemřela ve svém rodném městě 30. srpna 2001.

## Výstavy
- 1979, Rencontres d'Arles
- 2004, Un siècle de photographie en Argentine, Maison de Radio France (společná)

## Galerie

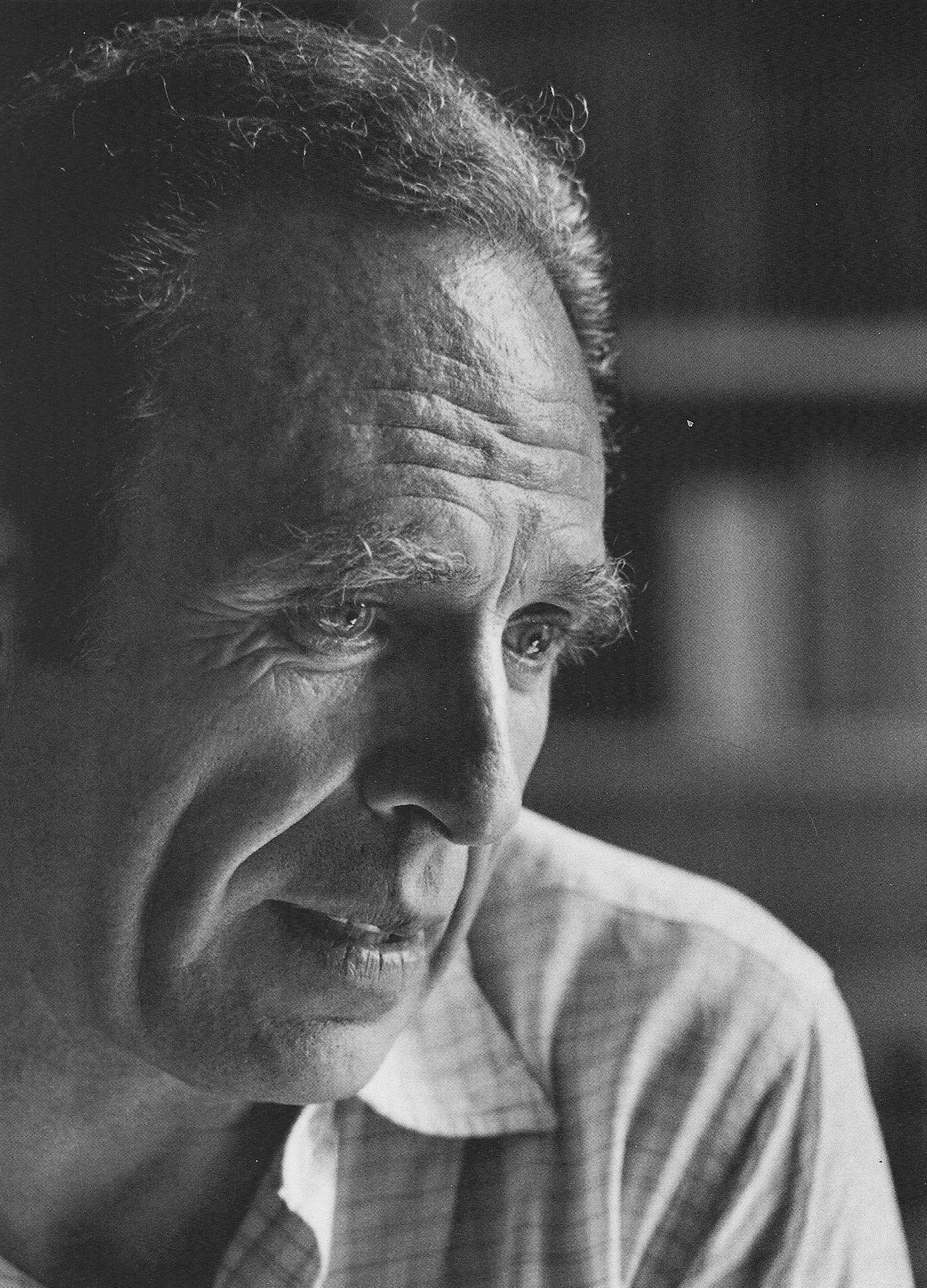
Adolfo Bioy Casares
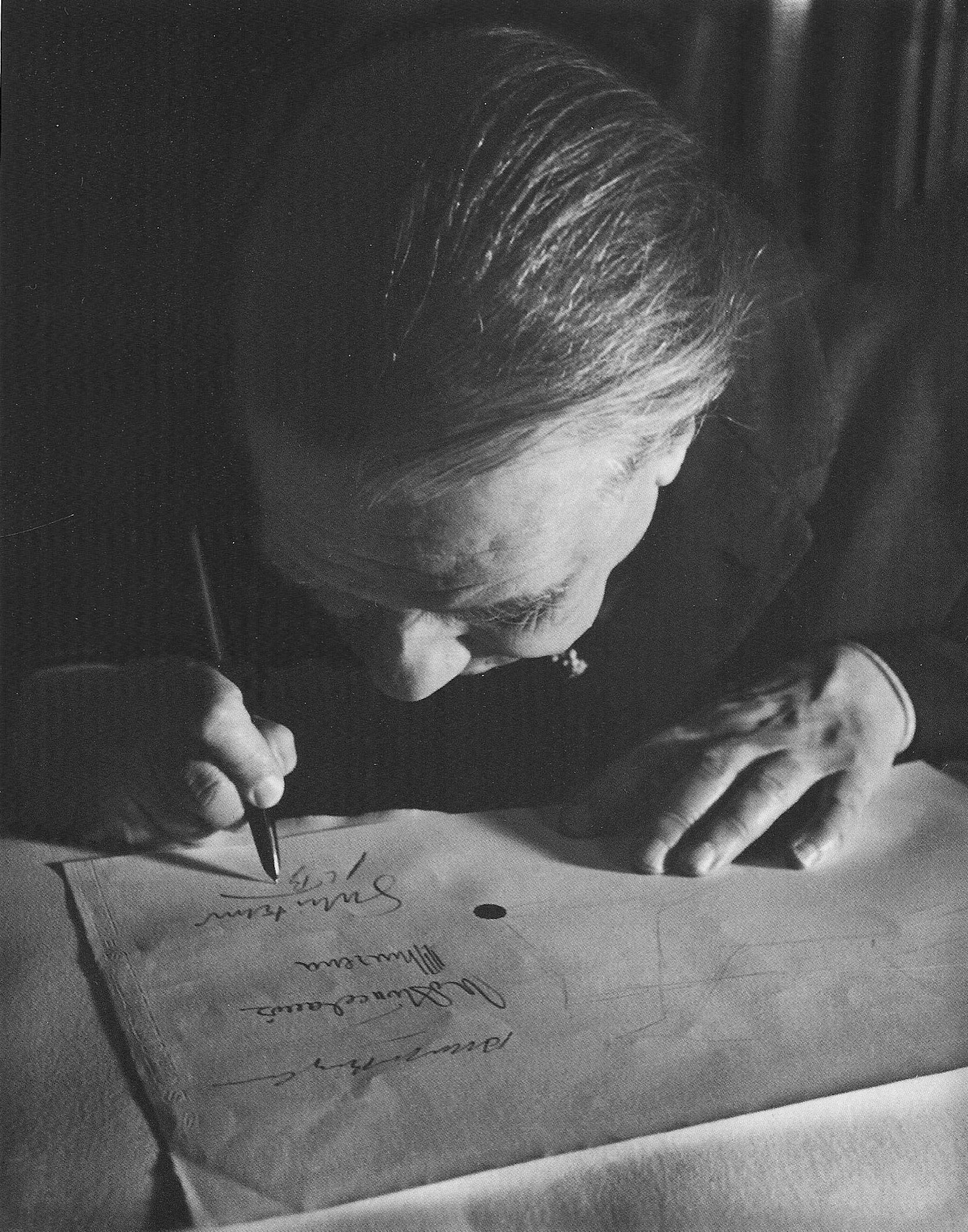
Jorge Luis Borges
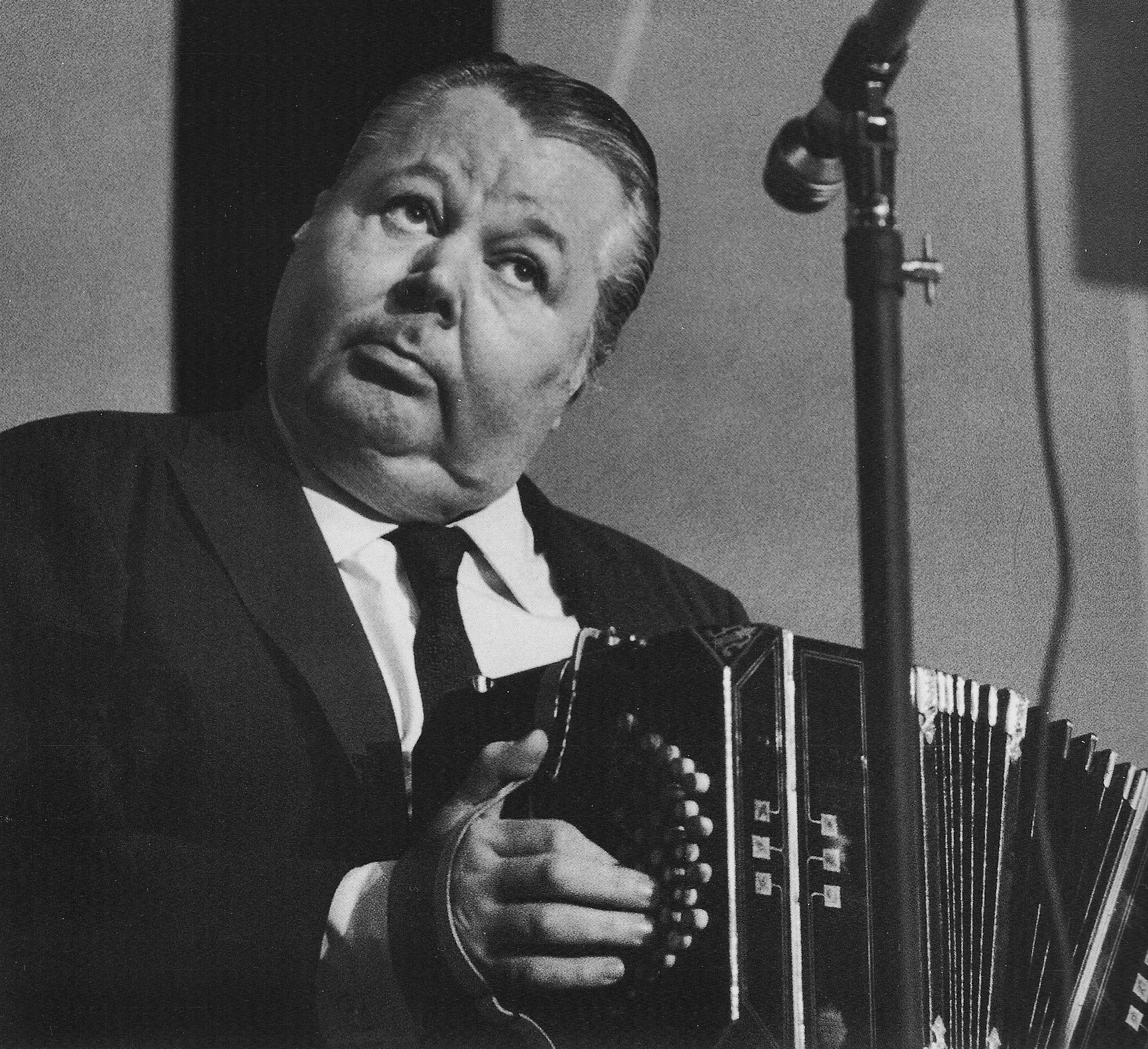
Anibal Troilo, 1971
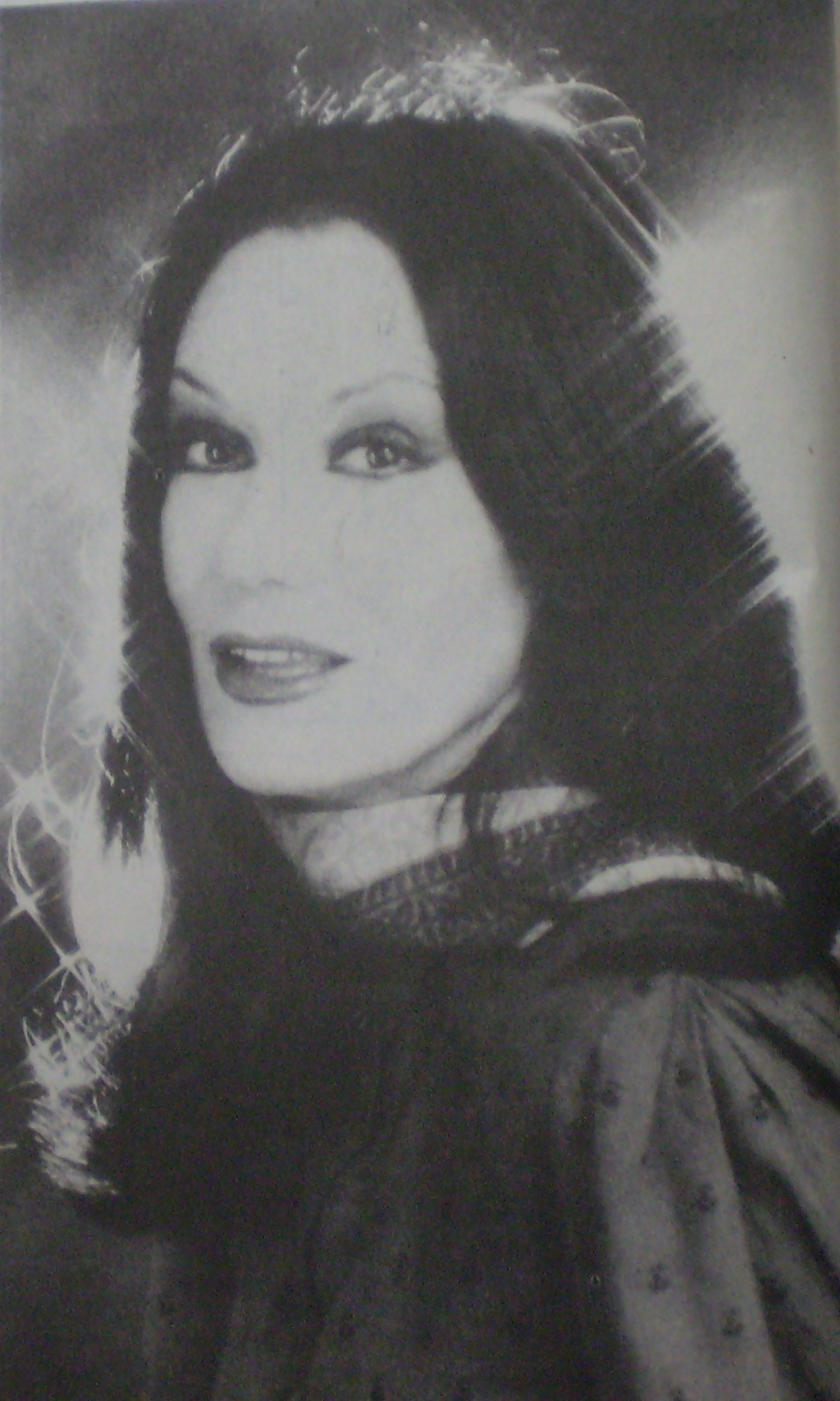
Perla Santalla, 1982